# Teclas Page Up e Page Down

As teclas Page Up e Page Down entre outras teclas

As teclas Page Up e Page Down (algumas vezes abreviadas de PgUp e PgDn) são duas teclas geralmente encontradas em teclados de computador.
As duas teclas são primariamente usadas para rolar documentos para cima ou para baixo, mas a distância de rolagem varia entre aplicativos diferentes. Em casos quando o documento é mais curto que uma curta, as teclas Page Up e Page Down não respondem.
As teclas direcionais e a roda de rolagem  podem também ser usadas para rolar um documento, embora em distâncias incrementais menores.
Na maioria dos sistemas operacionais, se a tecla Page Up ou Page Down for pressionada juntamente com a tecla Shift no texto editável, todo o texto rolado será realçado.
Em alguns aplicativos, as teclas Page Up e Page Down funcionam diferentemente na navegação por cursor (alternada com a tecla de função F7).
O valor numérico da tecla Page Down é 34.